# Strofios
Strofios (latinsky Strophius) je v řecké mytologii fócký král, otec hrdiny Pylada.
Jeho manželkou byla sestra mykénského krále Agamemnona Astyochea (zvaná též Anaxibia). Když Thyestův syn Aigisthos zavraždil krále Agamemnona, král Strofios se ujal jeho malého syna Oresta a vychoval vedle svého syna Pylada jako vlastního.
Když po letech Orestés pomstil vraždu svého otce vraždou Aigistha i své zrádné matky Klytaimnéstry, kvůli očistě za tuto dvojnásobnou vraždu se vydal do daleké Tauridy. Doprovázel ho věrný Pyladés a když byli zajati a jeden z nich měl být obětován na oltáři bohyně Artemis, Pyladés bez váhání nabídl svůj vlastní život. Nakonec byli oba uchráněni, když kněžkou Artemidinou se ukázala být nejstarší Orestova sestra Ífigeneia. Ta se s nimi vrátila do vlasti. Orestés se stal znovu králem v Mykénách.
Pyladés se oženil s jeho sestrou Élektrou. Jejich syn se pak jmenoval rovněž Strofios.